# Біологічний захист рослин
Біологічний захист рослин — це використання живих агентів для боротьби зі шкідливими організмами (включаючи хвороботворні мікроорганізми, шкідників і бур’яни) в сільському господарстві для забезпечення користі для людини. Є компонентом інтегрованого захисту рослин.
Біологічний захист рослин — це фундаментально-прикладна галузь знань, предметом досліджень якої є біоагенти та біорегулятори — природні та генетично змінені організми та їхні генні продукти.
До агентів біометоду належать:
- хижаки, паразити, рослини, що відлякують шкідників й ентомопатогени — проти шкідників;
- рослиноїдні тварини та фітопатогени — проти бур'янів рослин;
- антагоністичні мікроорганізми, їхні метаболіти та індуктори — стійкість рослин проти хвороб рослин.

Суть біологічного захисту рослин полягає у використанні проти шкідливих організмів їхніх природних ворогів (хижаки, паразити, гербіфаги) і продуктів їхньої життєдіяльності (антибіотики, гормони, феромони тощо).
Головна мета біологічного захисту рослин — отримання високоякісної (екологічно безпечної) продукції за умови збереження біологічного різноманіття біоценозів.
Серед піонерів пропагування, розробки та практичного використання біологічного захисту рослин - вчені, імена яких пов'язані з Україною: І.І. Мечніков, С.О. Мокржецький, Й.А. Порчинський, М.А. Теленга, М.П. Дядечко, М.Д. Зерова, О.І. Воронцов.
На сьогодні в Україні значну роботу з біометоду проводять: Національний університет біоресурсів і природокористування України, Інститут захисту рослин НААН України, Інститут мікробіології, Інженерно-технологічний інститут «Біотехніка» та інші наукові установи та лабораторії.
В арсеналі біологічного захисту рослин на сьогодні є потрібний комплекс засобів, зокрема ентомофагів (корисних комах) і біопрепаратів, які дають можливість отримувати безпечну рослинну продукцію.

## Ентомофаги
Обмежувати чисельність багатоїдних шкідників успішно вдається ентомофагам:
- степовий красотіл — Calosoma denticolle Gebl. Жук та личинка — хижаки дротяників, несправжніх дротяників, гусениць підгризаючих і листогризучих совок, вогнівок тощо;
- рогас — Rogas dimiliatus Spin. — ендопаразит гусениць підгризаючих, зернової, пшеничної совок і карандрини, олігофаг;
- банхус серпоподібний — Banchus falcatoris — ендопаразит гусениць молодших віків озимої та окличної совок;
- габробракон затуплений — Habrobracon hebetor Say. — груповий ектопаразит гусениць бавовникової та інших совок, стеблового метелика, млинової вогнівки та інших лускокрилих, всього паразитує на 60 лускокрилих комахах.

В останні 20 років виявляють великий науковий і практичний інтерес до використання в Україні та за кордоном одного з ентомофагів — трихограми.
Набуває популярності захист від шкідників в теплиці  виключно природним шляхом, за рахунок використання корисних комах. Попелиця та інші шкідники ефективно контролюються паразитичними осами, хижими кліщами та іншими ентомофагами. Для боротьби з білокрилкою на початку росту томатів використовують паразитичних ос Encarsia formosa, пізніше хижих клопів Macrolophus pygmaeus. Phytoseiulus persimilis для контролю за кліщем. А джмелів використовують для запилення. 